# AIGO
AIGO (англ. Australian International Gravitational Observatory, Австралійська міжнародна гравітаційна обсерваторія) — дослідницька установа в Австралії, розташована біля Джинджина, на північ від Перта, яка бере участь в роботі з детектування гравітаційних хвиль. У 2010-2011 роках планувалось розташувати тут LIGO-Австралія — 5-кілометровий інтерферометр для детектування гравітаційних хвиль у складі Advanced LIGO. Проєкт скасовували через недостатнє фінансування, і тепер в AIGO працює тільки невеликий детектор гравітаційних хвиль з плечем 80 м.
AIGO керується Австралійським міжнародним центром гравітаційних досліджень (англ. Australian International Gravitational Research Centre) через Університет Західної Австралії під егідою Австралійського консорціуму інтерферометричної гравітаційної астрономії. Метою закладу є розробка передових методів для покращення чутливості інтерферометричних детекторів гравітаційних хвиль, таких як LIGO та VIRGO.

## Поточні прилади
В установі знаходиться L-подібний інтерферометр для виявлення гравітаційних хвиль з плечем 80 м і надвисоким вакуумом під назвою AIGO Stage I.

## LIGO-Австралія
AIGO розташований у зручному місці для доповнення наявних детекторів гравітаційних хвиль у північній півкулі. Тому було запропоновано побудувати в обсерваторії LIGO-Australia (AIGO Stage II), доповнивши ним систему Advanced LIGO. Прилад мав складатися з L-подібного інтерферометра за стороною 5 км і вакуумними трубами діаметром близько 700 мм.
Дорожня карта розвитку 2010 року, видана Міжнародним комітетом гравітаційних хвиль, рекомендувала півкулю як одне з ключових місць для встановлення гравітаційно-хвильового інтерферометра.
Національний науковий фонд США схвалив фінансування LIGO-Австралія, за умови, що це не збільшить загальний бюджет LIGO. Витрати на будівництво, експлуатацію та укомплектування інтерферометра повністю лягали на австралійський уряд. Після річних зусиль лабораторія LIGO неохоче визнала, що запропоноване переміщення детектора Advanced LIGO до Австралії доводиться відмінити через бюджетні обмеження австралійського уряду. Кінцевий термін відповіді від Австралії минув 1 жовтня 2011 року.
Зрештою місце будівництво нового детектора перенесли в Індію, де детектор INDIGO отримав державну підтримку, замінивши собою AIGO. Хоч Індія й не настільки вдало розташуванна, як Австралія, вона виявилась прийнятною заміною.

## Інші установи на тій самій території
AIGO знаходиться на тій самій території, що й Gravity Discovery Center і Обсерваторія GDC, які є освітніми та навчальними закладами, відкритими для громадськості. Тут також розташована Австралійська Джинджинська магнітна обсерваторія наук про Землю (Geoscience Australia Gingin Magnetic Observatory), яка займається моніторингом магнітного поля Землі.